# Équipe du Liban de rugby à XV
L'équipe du Liban de rugby à XV rassemble les meilleurs joueurs de rugby à XV du Liban.

## Histoire
L'équipe libanaise est une jeune équipe car elle est créée en 2009. Il faut attendre 2011 pour que l'équipe participe à une compétition internationale. Il s'agit des cinq nations asiatiques de rugby à XV au niveau de la quatrième division.

## Palmarès
| 11 mai 2011 | Ouzbékistan | 15 - 34 | Liban |
| 13 mai 2011 | Liban       | 14 - 29 | Qatar |